# Sowiesoso
Sowiesoso es el cuarto álbum de estudio de la banda alemana Cluster. Publicado en 1976, es el primer trabajo del dúo en ser lanzado por el sello hamburgués Sky Records. 
El disco fue grabado en sólo dos días, en junio de 1976, en Forst, Alemania, y mezclado en Conny's Studio. En ese entonces, Sowiesoso era el álbum más apacible y melódico de los berlineses. Tal como sucedió con su predecesor, Zuckerzeit, en que el sonido de Cluster se vio influenciado por el trabajo del dúo junto a Michael Rother en Harmonia, en la música en Sowiesoso hay una fuerte influencia del inglés Brian Eno, quien se unió a Harmonia para la grabación de lo que posteriormente sería el álbum Tracks and Traces. Dicha influencia se tradujo en un sonido más suave y calmado, que Russ Curry, en su reseña para allmusic, define como "una unión plena de sonidos electrónicos con un calor pastoril". Julian Cope incluyó a Sowiesoso en su lista "Krautrock Top 50".

## Lista de canciones
| N.º | Título          | Duración |  |
| 1.  | «Sowiesoso»     | 8:10     |  |
| 2.  | «Halwa»         | 2:45     |  |
| 3.  | «Dem Wanderer»  | 3:50     |  |
| 4.  | «Umleitung»     | 3:25     |  |
| 5.  | «Zum Wohl»      | 6:50     |  |
| 6.  | «Es War Einmal» | 5:25     |  |
| 7.  | «In Ewigkeit»   | 7:10     |  |

## Créditos

### Banda
- Hans-Joachim Roedelius – teclado, percusión, voz
- Dieter Moebius – teclado, percusión, voz

### Otros
- Arte de portada por Arno Hinz.
- Fotografía por Christine Roedelius y Jörg Winkhaus.